# Can Cavaller (Argentona)
El Can Cavaller és una masia d'Argentona (Maresme) protegida com a Bé Cultural d'Interès Local.

## Descripció
Masia de planta baixa i pis, amb teulada a doble vessant i carener perpendicular a la façana. L'immoble està format per tres crugies. S'accedeix a l'interior per un portal quadrat de pedra amb funcions de porta, i un altre portal que li manca la part superior i ara té les dovelles modernes, que fa d'entrada principal.
En el lateral de llevant hi ha una porta també de granit en la qual s'hi llegeix la data 1702, i que és l'antiga entrada del raïm al celler. En aquest lateral també hi ha dues finestres de pedra, igual que la part posterior de la masia, amb tres finestres també de granit. Tant aquest lateral com la façana posterior no són arrebossades, fetes de pedra i argamassa.
El subsòl està protegit amb la fitxa Q2-04 del Catàleg de patrimoni arquitectònic, arqueològic, paisatgístic i ambiental.